# Đài Phát thanh - Truyền hình Philippines
Philippine Broadcasting Service (PBS) (Paglilingkod Panghimpapawid ng Pilipinas) còn được biết đến như Bureau of Broadcast Services (BBS) (Kawanihan ng Lingkurang Pagsasahimpapawid) là một đài phát thanh quốc gia của Philippines. Thuộc sở hữu của chính phủ Philippines và Văn phòng điều hành truyền thông của Tổng thống. PBS vận hành các thương hiệu radio quốc gia: Radyo Pilipinas 1, Radyo Pilipinas 2, FM1 và Capital FM2, cũng như đài quốc tế Radyo Pilipinas Worldwide. PBS, cùng với đối tác truyền hình của mình là Đài Truyền hình Nhân dân Philippines (PTV), Radio Philippines Network và Intercontinental Broadcasting Corporation tạo thành nhánh truyền thông của PCOO.
Là một trong những cơ quan trực thuộc PCOO, PBS / BBS nhận được tài trợ từ Ngân sách Quốc gia hàng năm và doanh thu từ các nhà quảng cáo.

## Lịch sử
Vào ngày 8 tháng 5 năm 1933, Chính phủ Insular do Hoa Kỳ tài trợ đã thành lập và vận hành đài phát thanh DZFM (sau đó là KZFM) tại Philippines với tần số 710 kilohertz với công suất 10.000 watt. Vào tháng 9 năm 1946, hai tháng sau khi Philippines trở thành một quốc gia độc lập KZFM đã được chuyển giao cho chính phủ Philippines. Với việc chuyển giao đã ra đời Đài phát thanh truyền hình Philippines. PBS là tổ chức phát sóng thứ hai sau Đài phát thanh truyền hình Manila.
Vào tháng 10 năm 2019, Trung Quốc đã quyên tặng hơn 30 triệu thiết bị phát thanh vô tuyến trị giá 130PHP cho Đài Phát thanh Truyền hình Philippines (PBS). Việc quyên góp bao gồm thiết bị phòng phát sóng trực tiếp, thiết bị phát sóng FM và thiết bị phát sóng trung bình. Văn phòng Hoạt động Truyền thông của Tổng thống (PCOO) sẽ sớm bắt đầu cải tạo ít nhất 14 (10 giờ sáng và bốn đài FM) trạm PBS Radyo Pilipinas trên toàn quốc.
Tổng thống Rodrigo Duterte tuyên bố rằng Quốc hội sẽ thông qua luật đề xuất sáp nhập PBS với đối tác truyền hình của mình PTV để thành lập "Tập đoàn Phát thanh Nhân dân (PBC)", trở thành một đài thống nhất bao gồm đài phát thanh, truyền hình, báo in và phương tiện truyền thông trực tuyến.

## Nền tảng
Radyo Pilipinas (trước đây gọi là Radyo ng Bayan), đài phát thanh AM hàng đầu của PBS-BBS, nằm ở tần số 738 kHz trên băng tần AM với công suất 50 kW hoạt động từ thứ Hai đến thứ Sáu, từ 4:00 sáng đến 12:00 MN, thứ Bảy từ 5:00 sáng đến 11:00 tối và Chủ nhật từ 5:00 sáng đến 9:00 tối. Là đài phát thanh hàng đầu của chính phủ.
Radyo Pilipinas Dos (trước đây gọi là Sports Radio và Radyo Magasin) nằm ở tần số 918 kHz trên dải AM với công suất 50 kW hoạt động hàng ngày từ 6:00 sáng đến 9:00 tối. RP2 chủ yếu phát sóng chương trình nói chuyện thể thao và một vài nội dung thông tin chung như các vấn đề hiện tại và lối sống.
Năm 2016, PBS đã thành lập bộ phận đài FM sau khi bổ nhiệm Carlo Jose Magno Villo làm Phó Tổng Giám đốc. Từ năm 2016 cho đến tháng 1 năm 2020, Villo đứng đầu bộ phận FM, bao gồm các mạng FM: FM1 và FM2.

## Trạm phát

### Radio
| Tên gọi                        | Dấu hiệu | Tần số    | Năng lượng (kW) | Vị trí                    |
| ------------------------------ | -------- | --------- | --------------- | ------------------------- |
| Radyo Pilipinas 1 Manila       | DZRB     | 738 kHz   | 50 kW           | Metro Manila              |
| Radyo Pilipinas 2 Manila       | DZSR     | 918 kHz   | 50 kW           | Metro Manila              |
| Radyo Pilipinas Baguio         | DZEQ     | 999 kHz   | 5 kW            | Baguio                    |
| Radyo Pilipinas Tabuk          | DZRK     | 837 kHz   | 5 kW            | Tabuk, Kalinga            |
| Radyo Pilipinas Bontoc         | DWFR     | 972 kHz   | 5 kW            | Bontoc, Mountain Province |
| Radyo Pilipinas Laoag          | DWFB     | 954 kHz   | 5 kW            | Laoag                     |
| Radyo Pilipinas Vigan          | DWAE     | 747 kHz   | 5 kW            | Vigan                     |
| Radyo Pilipinas Agoo           | DZAG     | 97.1 MHz  | 5 kW            | Agoo, La Union            |
| Radyo Pilipinas Dagupan        | DZMQ     | 576 kHz   | 10 kW           | Dagupan                   |
| Radyo Pilipinas Tayug          | DWRS     | 756 kHz   | 5 kW            | Tayug, Pangasinan         |
| Radyo Pilipinas Batanes        | DWBT     | 94.3 MHz  | 5 kW            | Basco, Batanes            |
| Radyo Pilipinas Tuguegarao     | DWPE     | 729 kHz   | 10 kW           | Tuguegarao                |
| Radyo Pilipinas Lucena         | DWLC     | 1017 kHz  | 10 kW           | Lucena                    |
| Radyo Pilipinas Palawan        | DWMR     | 648 kHz   | 10 kW           | Puerto Princesa           |
| Radyo Pilipinas Naga           | DWRB     | 549 kHz   | 10 kW           | Naga                      |
| Radyo Pilipinas Albay          | DWJS     | 621 kHz   | 5 kW            | Legazpi, Albay            |
| Radyo Pilipinas Virac          | DWDF     | 94.3 MHz  | 5 kW            | Virac, Catanduanes        |
| Radyo Pilipinas Iloilo         | DYLL     | 585 kHz   | 15 kW           | Iloilo                    |
| Radyo Pilipinas Cebu           | DYMR     | 576 kHz   | 15 kW           | Cebu                      |
| Radyo Pilipinas Tacloban       | DYCT     | 102.3 MHz | 5 kW            | Tacloban                  |
| Radyo Pilipinas Sogod          | DYSL     | 1170 kHz  | 5 kW            | Sogod, Southern Leyte     |
| Radyo Pilipinas Calbayog       | DYOG     | 882 kHz   | 10 kW           | Calbayog                  |
| Radyo Pilipinas Borongan       | DYES     | 657 kHz   | 5 kW            | Borongan, Eastern Samar   |
| Radyo Pilipinas Zamboanga      | DXMR     | 1170 kHz  | 10 kW           | Zamboanga                 |
| Radyo Pilipinas Cagayan de Oro | DXIM     | 936 kHz   | 10 kW           | Cagayan De Oro            |
| Radyo Pilipinas Gingoog        | DXRG     | 1242 kHz  | 10 kW           | Gingoog                   |
| Radyo Pilipinas Iligan         | DXDX     | 105.5 MHz | 5 kW            | Iligan                    |
| Radyo Pilipinas Davao          | DXRP     | 675 kHz1  | 15 kW           | Davao                     |
| Radyo Pilipinas Butuan         | DXBN     | 792 kHz   | 5 kW            | Butuan                    |
| Radyo Pilipinas Tandag         | DXJS     | 837 kHz   | 5 kW            | Tandag, Surigao del Sur   |
| Radyo Pilipinas Jolo           | DXSM     | 1224 kHz  | 5 kW            | Jolo, Sulu                |
| Radyo Pilipinas Tawi-Tawi      | DXAS     | 104.7 MHz | 1 kW            | Bongao, Tawi-Tawi         |